# Saison 2016 du Yokohama F·Marinos
Maillots
Chronologie
Saison précédente Saison suivante
La saison 2016 du Yokohama F·Marinos est la 24e saison du club en première division du championnat du Japon.

## Avant-saison
L'avant-saison est marquée par un changement de président à la tête du club. Akira Kaetsu est remplacé par Toru Hasegawa.

### Championnat
La Japan League 2016 est la 51e édition de la première division japonaise, la 24e sous l'appellation J. League 1. Elle oppose les dix-huit meilleurs clubs du Japon en une série de trente-quatre journées. Le championnat débute en février 2016 et s'achève en décembre de la même année. 
Les meilleurs de ce championnat se qualifient pour la compétition continentale, la Ligue des champions de l'AFC. Le nombre de qualifiés en Ligue des champions via le championnat, de trois à quatre, varie en fonction du vainqueur de la coupe nationale, la Coupe de l'Empereur. De plus, le vainqueur du championnat, Kashima Antlers, se qualifie pour la Coupe du monde des clubs, qui se déroule au Japon au mois de décembre.
| Rang | Équipe               | Pts | J  | G  | N | P  | Bp | Bc | Diff |
| ---- | -------------------- | --- | -- | -- | - | -- | -- | -- | ---- |
| 1    | Kashima Antlers      | 39  | 17 | 12 | 3 | 2  | 29 | 10 | +19  |
| 2    | Kawasaki Frontale    | 38  | 17 | 11 | 5 | 1  | 33 | 15 | +18  |
| 3    | Urawa Red Diamonds   | 33  | 17 | 10 | 3 | 4  | 26 | 16 | +10  |
| 4    | Sanfrecce HiroshimaT | 29  | 17 | 8  | 5 | 4  | 32 | 18 | +14  |
| 5    | Omiya ArdijaP        | 26  | 17 | 7  | 5 | 5  | 17 | 18 | -1   |
| 6    | Gamba Osaka          | 24  | 17 | 7  | 3 | 7  | 22 | 20 | +2   |
| 7    | Kashiwa Reysol       | 24  | 17 | 6  | 6 | 5  | 20 | 21 | -1   |
| 8    | Júbilo IwataP        | 23  | 17 | 6  | 5 | 6  | 21 | 23 | -2   |
| 9    | FC Tokyo             | 23  | 17 | 6  | 5 | 6  | 16 | 18 | -2   |
| 10   | Vegalta Sendai       | 23  | 17 | 7  | 2 | 8  | 20 | 25 | -5   |
| 11   | Yokohama F·Marinos   | 22  | 17 | 6  | 4 | 7  | 21 | 19 | +2   |
| 12   | Vissel Kobe          | 20  | 17 | 5  | 5 | 7  | 23 | 25 | -2   |
| 13   | Albirex Niigata      | 18  | 17 | 4  | 6 | 7  | 19 | 25 | -6   |
| 14   | Nagoya Grampus       | 17  | 17 | 4  | 5 | 8  | 24 | 29 | -5   |
| 15   | Sagan Tosu           | 17  | 17 | 4  | 5 | 8  | 10 | 15 | -5   |
| 16   | Shonan Bellmare      | 16  | 17 | 4  | 4 | 9  | 18 | 27 | -9   |
| 17   | Ventforet Kofu       | 15  | 17 | 3  | 6 | 8  | 18 | 31 | -13  |
| 18   | Avispa FukuokaP      | 11  | 17 | 2  | 5 | 10 | 11 | 25 | -14  |

| Rang | Équipe               | Pts | J  | G  | N | P  | Bp | Bc | Diff |
| ---- | -------------------- | --- | -- | -- | - | -- | -- | -- | ---- |
| 1    | Urawa Red Diamonds   | 41  | 17 | 13 | 2 | 2  | 35 | 12 | +23  |
| 2    | Vissel Kobe          | 35  | 17 | 11 | 2 | 4  | 33 | 18 | +15  |
| 3    | Kawasaki Frontale    | 34  | 17 | 11 | 1 | 5  | 35 | 24 | +11  |
| 4    | Gamba Osaka          | 34  | 17 | 10 | 4 | 3  | 31 | 22 | +9   |
| 5    | Kashiwa Reysol       | 30  | 17 | 9  | 3 | 5  | 32 | 23 | +9   |
| 6    | Omiya ArdijaP        | 30  | 17 | 8  | 6 | 3  | 24 | 18 | +6   |
| 7    | Yokohama F·Marinos   | 29  | 17 | 7  | 8 | 2  | 32 | 19 | +13  |
| 8    | Sagan Tosu           | 29  | 17 | 8  | 5 | 4  | 26 | 22 | +4   |
| 9    | FC Tokyo             | 29  | 17 | 9  | 2 | 6  | 23 | 21 | +2   |
| 10   | Sanfrecce HiroshimaT | 26  | 17 | 8  | 2 | 7  | 26 | 22 | +4   |
| 11   | Kashima Antlers      | 20  | 17 | 6  | 2 | 9  | 24 | 24 | 0    |
| 12   | Vegalta Sendai       | 20  | 17 | 6  | 2 | 9  | 19 | 23 | -4   |
| 13   | Ventforet Kofu       | 16  | 17 | 4  | 4 | 9  | 14 | 27 | -13  |
| 14   | Júbilo IwataP        | 13  | 17 | 2  | 7 | 8  | 16 | 27 | -11  |
| 15   | Nagoya Grampus       | 13  | 17 | 3  | 4 | 10 | 14 | 29 | -15  |
| 16   | Albirex Niigata      | 12  | 17 | 4  | 0 | 13 | 14 | 24 | -10  |
| 17   | Shonan Bellmare      | 11  | 17 | 3  | 2 | 12 | 12 | 29 | -17  |
| 18   | Avispa FukuokaP      | 8   | 17 | 2  | 2 | 13 | 15 | 41 | -26  |

#### Classement cumulé
| Rang | Équipe               | Pts | J  | G  | N  | P  | Bp | Bc | Diff |
| ---- | -------------------- | --- | -- | -- | -- | -- | -- | -- | ---- |
| 1    | Urawa Red DiamondsP2 | 74  | 34 | 23 | 5  | 6  | 61 | 28 | +33  |
| 2    | Kawasaki Frontale    | 72  | 34 | 22 | 6  | 6  | 68 | 39 | +29  |
| 3    | Kashima AntlersP1C   | 59  | 34 | 18 | 5  | 11 | 53 | 34 | +19  |
| 4    | Gamba Osaka          | 58  | 34 | 17 | 7  | 10 | 53 | 42 | +11  |
| 5    | Omiya ArdijaP        | 56  | 34 | 15 | 11 | 8  | 41 | 36 | +5   |
| 6    | Sanfrecce HiroshimaT | 55  | 34 | 16 | 7  | 11 | 58 | 40 | +18  |
| 7    | Vissel Kobe          | 55  | 34 | 16 | 7  | 11 | 56 | 43 | +13  |
| 8    | Kashiwa Reysol       | 54  | 34 | 15 | 9  | 10 | 52 | 44 | +8   |
| 9    | FC Tokyo             | 52  | 34 | 15 | 7  | 12 | 39 | 39 | 0    |
| 10   | Yokohama F·Marinos   | 51  | 34 | 13 | 12 | 9  | 53 | 38 | +15  |
| 11   | Sagan Tosu           | 46  | 34 | 12 | 10 | 12 | 36 | 37 | -1   |
| 12   | Vegalta Sendai       | 43  | 34 | 13 | 4  | 17 | 39 | 48 | -9   |
| 13   | Júbilo IwataP        | 36  | 34 | 8  | 12 | 14 | 37 | 50 | -13  |
| 14   | Ventforet Kofu       | 31  | 34 | 7  | 10 | 17 | 32 | 58 | -26  |
| 15   | Albirex Niigata      | 30  | 34 | 8  | 6  | 20 | 33 | 49 | -16  |
| 16   | Nagoya Grampus       | 30  | 34 | 7  | 9  | 18 | 38 | 58 | -20  |
| 17   | Shonan Bellmare      | 27  | 34 | 7  | 6  | 21 | 30 | 56 | -26  |
| 18   | Avispa FukuokaP      | 19  | 34 | 4  | 7  | 23 | 26 | 66 | -40  |

|  | Qualification pour la Ligue des champions de l'AFC 2017 et pour la phase finale du championnat |
|  | Qualification pour le tour préliminaire de la Ligue des champions de l'AFC 2017                |
|  | Relégation directe en deuxième division                                                        |
|  | T : Tenant du titre C : Vainqueur de la Coupe de l'Empereur 2016 P : Promu de D2               |

### Coupe de l'Empereur
La Coupe de l'Empereur 2016 est la 96e édition de la Coupe du Japon, c'est une compétition à élimination directe (7 tours) mettant aux prises des clubs de football amateurs et professionnels à travers le Japon. Elle oppose 88 équipes. Elle est organisée par la Fédération japonaise de football.
Le vainqueur de cette coupe décroche une place qualificative l'année suivante pour la Ligue des champions de l'AFC, équivalent asiatique de la Ligue des champions de l'UEFA européenne.
Le Yokohama F·Marinos est éliminé en quarts de finale par Omiya Ardija sur le score de 2-1.

### Coupe Nabisco
La Coupe Nabisco 2016 est la 23e édition de la Coupe de la Ligue japonaise, organisée par la JFA, elle oppose les 18 équipes de Japan League.
Le vainqueur se qualifie pour la Coupe Suruga Bank.

### Effectif professionnel
Selon le site officiel du club, la mascotte porte le numéro 0 et les supporters portent le numéro 12.
Le numéro 3 (Naoki Matsuda) est retiré en hommage au joueur emblématique du club décédé en 2011.

## Équipementiers, sponsors et maillots
L'équipementier du Yokohama F·Marinos est Adidas.
Le club de Yokohama est sponsorisé par Nissan.